# Širinci
Širinci su naseljeno mjesto u Republici Hrvatskoj u općini Okučani u Brodsko-posavskoj županiji. 

## Zemljopis
Nalaze se sjeveroistočno od Okučana na planini Psunju, susjedna sela su Ratkovac na jugu i Čaprginci na zapadu.

## Stanovništvo
Prema popisu stanovništva iz 2011. godine Širinci su imali 2 stanovnika, dok su 1991. godine imali 54 stanovnika.
| broj stanovnika | 110   | 145   | 137   | 149   | 172   | 193   | 190   | 180   | 149   | 145   | 148   | 122   | 87    | 54    | 2     | 2     |       |
|                 | 1857. | 1869. | 1880. | 1890. | 1900. | 1910. | 1921. | 1931. | 1948. | 1953. | 1961. | 1971. | 1981. | 1991. | 2001. | 2011. | 2021. |